# Coccygodes eugeneus
Coccygodes eugeneus là một loài tò vò trong họ Ichneumonidae.